# فويلة مسننة
فويلة مسننة (الاسم العلمي:Hedysarum denticulatum) هي نوع من النباتات يتبع جنس الفويلة من الفصيلة البقولية.